# Аслан, Эмиль
Эмиль Аслан (Сулейманов) (чеш. Emil Aslan (Souleimanov); 19 ноября 1978, Ереван, СССР) — чешский политолог, преподаватель кафедры российских и восточноевропейских исследований Института региональных исследований в Карловом университете в Праге.

## Биография
Сфера его интересов — конфликты, вопросы идентичности и безопасности, проблемы национализма и этничности на Кавказе, в Турции и Иране. Обучался в Московском государственном педагогическом университете, Санкт-Петербургском государственном политехническом университете и Карловом университете, в котором получил бакалаврский (1999), магистерский (2001) и докторский (2005) диплом по специальности политология и международные отношения. Проходил годичную стажировку в Центре российских и евразийских исследований Гарвардского университета, где регулярно читал лекции по Кавказу (лауреат Программы Фулбрайта). С 2013 доцент. С 2018 по 2021 директор по исследованиям в Институте международных отношений в Праге (IIR).
Автор около 200 академических публикаций и журнальных колонок, вышедших на английском, немецком, русском и чешском языках. Эмиль Аслан подготовил также аналитические доклады для Министерства иностранных дел, Министерства обороны Чехии, НАТО. Сулейманов регулярно выступает, начиная с 2003 года на чешском ТВ и радио, и на других информационных площадках (напр. Лидове новины).
Владеет чешским, русским, английским, немецким, армянским, азербайджанским и турецким языками.